# تاميو كاجياما
تاميو كاجياما (باليابانية: 景山民夫)‏ (مارس 1947 في تشيودا، طوكيو - 1998 في سيتاغايا، طوكيو)؛ روائي، ومقدم برامج إذاعية من اليابان.
توفي عن عمر يناهز 50 عامًا في حريق شب في منزله.

## روابط خارجية
- تاميو كاجياما على موقع IMDb (الإنجليزية)
- تاميو كاجياما على موقع ميوزك برينز (الإنجليزية)